# Hermen Rode
Hermen Rode (Lubecca ?, 1430 circa – 1504) è stato un pittore tedesco.

## Biografia
Con Bernt Notke e il suo allievo Henning van der Heide, fu l'artista più significativo della scuola di Lubecca durante l'ultimo terzo del XV secolo e uno degli ultimi rappresentanti dell'idealismo gotico medievale.

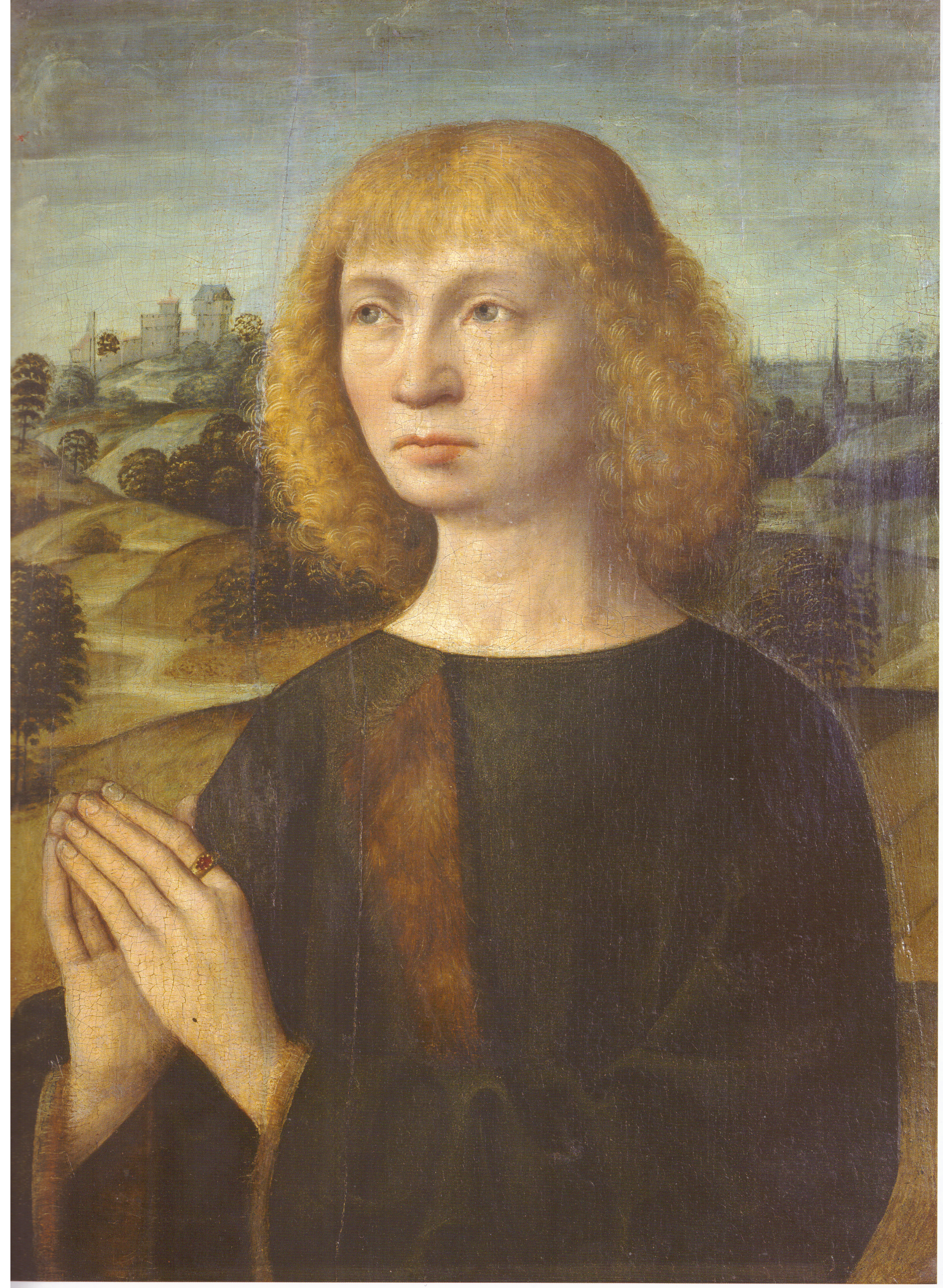
Ritratto di giovane uomo, Pinacoteca di Brera, Milano

La sua presenza a Lubecca tra il 1485 e il 1504 è attestata da vari documenti; nel 1435 fa testamento e si dice che è sposato da gran tempo e la moglie appartiene ad un'agiata famiglia, stabilitasi da lunga data nella città. Rode redige altri due testamenti, nel 1494 e nel 1500, quando è ammalato. Nel 1500 vende per procura una casa che ha acquistato nel 1485, posta nella Johannisstrasse.
Nessuna sua opera è confermata documentariamente, una sola e firmata e datata: l'altare a portelle della confraternita di San Luca del 1484, il cui scrigno centrale e le portelle interne sono scolpiti. Le portelle esterne, dipinte, rappresentano episodi della leggenda di San Luca. L'altare fu dipinto per la Gilda di San Luca, fondata nel 1473, collocato nella chiesa domenicana di Santa Caterina a Lubecca ed ora si trova al St Annen-Museum. Sul bordo della veste di uno dei personaggi del Funerale di San Luca figura l'iscrizione "Hermen Rode"; e, sulla medesima composizione, nella scena successiva figura anche la data 1487, con l'abate della chiesa, inginocchiato di fronte allo scrigno dell'evangelista, con indosso le insegna del pittore. Attorno a quest'opera firmata si sono potuti raggruppare molti altri dipinti, il che consente di dedurre l'esistenza di una bottega molto attiva, nella quale Rode non solo dipingeva ma altresì intagliava, benché la maggior parte delle sculture lignee dei suoi Flügelaltäre siano di mano dei suoi collaboratori.
Vanno in particolare citati tre dipinti datati tra il 1468 e il 1494:
- Altare della Storkirka, ora al Museo Storico di Stoccolma;
- Altare di san Nicola e san Vittore della chiesa di san Nicola a Reval (1482);
- Dittico di Greverade per la chiesa di Santa Maria a Lubecca, del 1494, andato bruciato durante la seconda guerra mondiale.

Altre opere non datate sono conservate al Museo di Schwerin, nel Museo Storico di Stoccolma, nel Museo di Hannover e alla Pinacoteca di Brera a Milano (Ritratto di giovane uomo). Rode, inoltre, sarebbe pure autore della lastra funeraria di Johannes Lüneburg, morto nel 1461, sepolto nella chiesa di Santa Caterina di Lubecca, il che consente di supporre che l'artista nascesse verso il 1430.
Il suo è un temperamento conservativo, cosa che non gli impedì di utilizzare le principali novità provenienti dalle Fiandre, secondo soprattutto i modelli di Dieric Bouts e di Hans Memling, i cui principi traspose in un'arte più distesa: il suo colore dolce è più offuscato e freddo rispetto ai modelli olandesi, sempre di alta qualità materiale e ricchi di velature, mentre nella composizione dei gruppi di figure ripiega sempre su presentazioni paratattiche, quiete e scontate, incapaci inoltre di entrare in rapporto verosimile e convincente con gli elementi architettonici che li racchiudono.